# 垂直整合
垂直整合（英語：vertical integration），也称一條龍、纵向整合、纵向一体化等，是一种商业领域的经营策略。即公司、集团等经营实体通过拥有和控制其上游或下游的供应方，以实现对整条产品或服务供应链上更多环节的掌控，其目标是创建一个闭环生态系统，以持续性提高生产能力。
例如，一家汽车企业原本仅仅将现成的零件组装成完整汽车然后出售。然后这家企业拓展了业务，逐步兼并及收购了一些上游的零件生产商和下游的周边产品服务（如保养维修服务、车库、租賃、保险等）使之更大程度掌控了汽车从生产到销售再到售后的整条供应链，提升了企业的综合竞争力，这个过程便是该汽车企业的垂直整合。

汽车企业（示例）垂直整合过程示意图

近年来，垂直整合在世界上多领域频繁出现，在信息科技、資訊設備领域最为显著。许多矽谷公司（如微软、戴尔、苹果等）致力于打造一套完整的、端到端的产品和服务体系，这样在用户体验、企业效率、建立壁垒上有显著优势。中国在这方面的例子有中国石化的专业化重组以及京东商城对下游配送物流服务的整合等。